# Magnetización
Magnetización, imantación o imanación de un material es la densidad de momentos dipolares magnéticos que son magnetizados por el metal, un proceso de separación que se lleva a cabo cuando uno de sus componentes es ferromagnético.

{\displaystyle \mathbf {M} ={\frac {d\mathbf {m} }{dV}}}

En la mayoría de los materiales, la magnetización aparece cuando se aplica un campo magnético a un cuerpo. En unos pocos materiales, principalmente los ferromagnéticos, la magnetización puede tener valores altos y existir aun en ausencia de un campo externo. También se puede magnetizar un cuerpo haciéndolo girar.
El cálculo analítico de la magnetización de un elemento es, en general, imposible, lo que incluye casos tan simples como los electroimanes en forma de barra o de herradura. En ciertos casos en los que el cuerpo adopta una forma concreta es posible la solución analítica, como en un toro o un anillo completamente arrollado con un conductor (anillo de Rowland) o en esferas en campos uniformes; hay también situaciones físicas en las que son posibles ciertas simplificaciones para su resolución.
Para describir la imanación se recurre a tres campos promediados en el espacio, que describen de forma macroscópica las cargas en movimiento, los momentos magnéticos cuánticos y el campo de inducción magnética B:
- B es el promedio del campo magnético microscópico (que se representa con la misma letra que el campo real, lo que da origen a confusiones).
- M se refiere a los momentos dipolares magnéticos de las cargas ligadas.
- H es la excitación magnética y se refiere a las corrientes libres y los polos magnéticos. Aunque se identifica con el campo externo, el campo H puede tener fuentes en el cuerpo magnetizado.

La relación entre estos tres campos es:

{\displaystyle \mathbf {B} /\mu _{0}=\mathbf {H} +\mathbf {M} }

En un anillo de Rowland, el campo M depende del campo H, y están relacionados por la susceptibilidad magnética:

{\displaystyle \mathbf {M} =\chi _{\mathrm {m} }\mathbf {H} }

(Aunque debería depender de B, depende de H por razones históricas. Véase Campo magnético: nombre.) Dado que en general M y H no tienen la misma dirección, se puede definir la susceptibilidad a partir de sus módulos:

{\displaystyle \chi _{\mathrm {m} }=|\mathbf {M} |/|\mathbf {H} |}

A su vez, B y H se relacionan de la siguiente manera:

{\displaystyle \mathbf {B} =\mu \mathbf {H} ,}

donde μ es la permeabilidad magnética del medio en el que aparece el campo magnético. Es una ecuación constitutiva en la que, según el medio material puede ser una constante, un campo escalar dependiente del tiempo y/o de la posición, un tensor (matriz) en el caso de los materiales anisótropos o incluso estar indefinido. También depende de la forma del cuerpo, ya que la relación solo es lineal en casos muy concretos, como barras infinitas, esferas en campos uniformes y anillos de Rowland.
Si la magnetización es positiva, el campo magnético se refuerza en el interior del material (como ocurre en los paramagnetos y en los ferromagnetos, por ejemplo). 
En cambio, si la magnetización es negativa, el campo magnético se debilita en el interior del material (como ocurre en los diamagnetos). En los superconductores, la inducción magnética B es nula, así que la magnetización ha de ser siempre de la misma magnitud y dirección que el campo magnético H, pero en sentido inverso.
El campo de imanación se puede expresar por sus efectos macroscópicos de dos formas:
- donde tiene componente tangencial, con una corriente superficial. Formalmente es rot M y contribuye al campo B;
- donde tiene componente normal, con un polo magnético. Formalmente es -div M y contribuye al campo H.

## Descripción microscópica de la imantación
A un nivel microscópico solo hay cargas en movimiento, momentos magnéticos intrínsecos y el campo B. El campo M se puede determinar a partir de la estructura microscópica, pero para ello es preciso recurrir a la mecánica cuántica, pues en mecánica clásica los momentos intrínsecos no tienen explicación y el movimiento electrónico produce una magnetización idénticamente nula (las derivaciones clásicas que dan resultados no nulos no tienen en cuenta el movimiento completo de todos los electrones).